# Linh lăng Calvary
Linh lăng Calvary (danh pháp hai phần: Medicago intertexta) là một loài thực vật trong chi Medicago của họ Fabaceae. Nó được tìm thấy chủ yếu ở miền tây bồn địa Địa Trung Hải. Nó tạo thành quan hệ cộng sinh với vi khuẩn Sinorhizobium medicae, loài có khả năng cố định đạm.
Dạng với lá có các đốm đỏ trước đây cũng hay được trồng trong vườn nhà.

## Thư viện ảnh

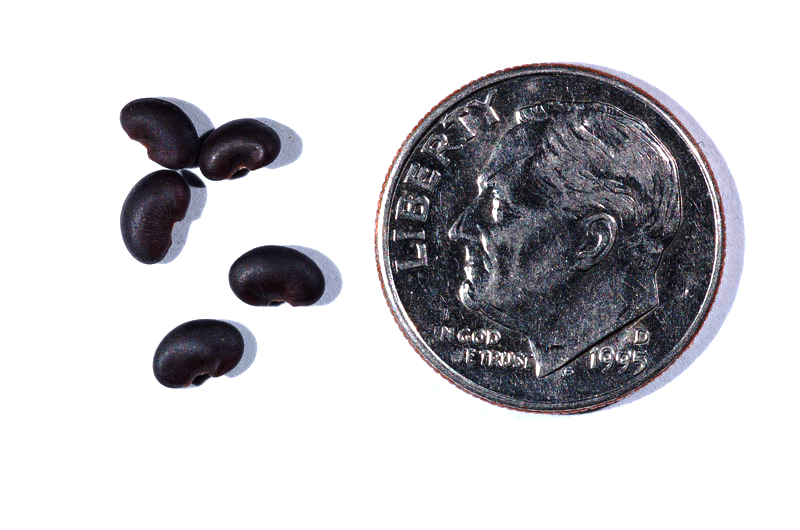
Hạt